# Il Polpo
Il Polpo è una sit-com ideata e diretta da Gennaro Nunziante. Parodia, in salsa dialettale pugliese, della serie televisiva La piovra, andata in onda su Telenorba.

## Trama
Una sanguinosa faida vede protagoniste due famiglie, gli Inpetto e i Sanguellatte. All'origine di tutto un torto subito una domenica mattina di molti anni prima: la mamma di Rocco Sanguellatte, intenta nel preparare il tradizionale ragù, si accorse di essere sprovvista del prezzemolo, indispensabile per il condimento delle braciole. Andò quindi a chiederne un po' alla dirimpettaia, ovvero la mamma di Freddy Inpetto, la quale però si scusò dicendole di non averne in casa, congedandola. Di lì a poco Rocco, avendo incontrato il suo amico Freddy, notò un qualcosa di verde tra i suoi denti identificandolo proprio come prezzemolo, deducendone quindi una mancanza di rispetto nei confronti della madre e dando così inizio alla tragedia.
A dover subire gli effetti di questa lotta serrata tra famiglie due sorelle, Rossella O'rata e Alice Marinata, rispettivamente mogli di Rocco Sanguellatte e Freddy Inpetto e costrette a incontrarsi a insaputa dei rispettivi mariti, e il commissario Cosimo Ciambotto, il quale dirige le indagini sui vari omicidi assieme al suo fidato brigadiere Romano Saragot.
Una svolta nella serie arriva nel corso della 6ª puntata quando il piccolo Pioneer, unico figlio dei coniugi Sanguellatte (così battezzato perché mentre veniva alla luce suo padre stava rubando un'autoradio dell'omonima marca), viene freddato da un colpo d'arma da fuoco. Alla disperazione della famiglia Sanguellatte fa seguito un'altra tragedia: Freddy Inpetto viene ferito gravemente e lotta tra la vita e la morte. Tutti i sospetti ricadono su Rocco Sanguellatte, ma le ricerche del commissario Ciambotto (il quale ritroverà nel luogo del delitto una bandiera dell'Albania) e la testimonianza dello stesso Freddy, ripresosi dal coma, lo scagioneranno.
La bandiera albanese viene ricollegata al programma Teledurazzo ed è così che vari personaggi dello show (tra i quali il conduttore Mazza e l'aiutante Ciro, Giacinto Casanova, Piero Scamarcio e lo Scippatore di Emozioni e Carmelo Meglio) vengono convocati al commissariato per sottoporsi ai ferrei interrogatori del commissario Ciambotto, che nel frattempo con le sue gesta ha conquistato il cuore di Alice e Rossella. Alla fine le indagini porteranno alla scoperta del vero colpevole dell'attentato: il poeta maledetto Mino Pausa, il quale dichiarerà di non sopportare il personaggio di Freddy Impetto in quanto troppo somigliante a quello di Cico Polmone e verrà così rinchiuso in cella per scontare la sua pena.
Nel frattempo il brigadiere Saragot, deluso dall'atteggiamento del boss malavitoso Frank Paranza (il quale non si è mai presentato ai loro appuntamenti) e protagonista di un infelice momento della sua vita coniugale (sua moglie l'ha lasciato scappando con un ex ballerino di tip-tap con una gamba di legno), decide di lasciare il suo lavoro in caserma per inseguire il suo sogno di diventare una rockstar. Il commissario Ciambotto, rimasto solo e pesantemente minacciato da Rocco e Freddy a causa dell'infatuazione delle loro mogli per lui, decide di abbandonare lo sceneggiato scappando su Antenna Sud. I tre si riappacificheranno dopo una lunga ricerca nelle sedi di altre emittenti e testate giornalistiche locali. Subito dopo anche l'ex brigadiere Saragot, tornato al commissariato per presentare orgogliosamente il suo primo LP nonché un videoclip musicale che lo vede protagonista assieme a Rossana Doll, viene riaccolto dal commissario Ciambotto riprendendo la sua vecchia mansione.
Siamo ormai alla resa dei conti: Rocco uccide Freddy per vendicare finalmente il torto subito da sua madre, suicidandosi subito dopo; Rossella, dopo aver ritrovato il cadavere di Rocco e, ormai, totalmente infatuata del commissario Ciambotto, spara anche a sua sorella Alice, davanti alla tomba di Pioneer, ritenendola una pericolosa concorrente. Ma il commissario, ancora innamorato della sua defunta moglie Enza, respingerà le avance di Rossella pagando anch'egli con la vita. Infine la stessa Rossella decide di farla finita (anche perché, come spiegato dagli stessi personaggi, le 36 puntate stavano finendo e lo sceneggiato doveva pur concludersi in qualche modo), facendo del brigadiere Saragot, intento a ballare davanti alle tombe di tutti i protagonisti, l'unico sopravvissuto alla storia.

## Colonna sonora
La sigla iniziale è quella de La piovra 4 mentre le sigle finali sono due: Kinder Tutten Lieder, scritta da Gennaro Nunziante e Bruno Buccolieri e cantata da Piero Scamarcio (interpretato da Emilio Solfrizzi) e Pioneer (interpretato da Giacinto Lucariello con la voce di Mariella Marsico), ed Enza, scritta da Gianni Ciardo e Bruno Buccolieri e cantata da Gianni Ciardo. In occasione dell'ultima puntata la sigla di coda viene sostituita da un montaggio di scene tratte dai precedenti episodi accompagnate dal brano Son s'cioppàa di Enzo Jannacci. All'interno della sit-com inoltre vi sono molti brani musicali tratti da La piovra.

## Citazioni
All'interno della sit-com ci sono varie citazioni tra cui quella degli sponsor, vero e proprio leit-motiv di ogni episodio. Tra le citazioni spiccano quelle di Raffaele Nigro (all'epoca caporedattore Rai in Puglia), Rossana Doll e varie citazioni di testate giornalistiche e politici locali. Il personaggio Carmelo Meglio, eccentrico commediante particolarmente ostile verso la madre, è un omaggio all'artista salentino Carmelo Bene. È presente anche un cross-over con l'altra serie di Toti e Tata, Teledurazzo, con alcuni protagonisti della trasmissione chiamati a testimoniare dal commissario Ciambotto. In un episodio Freddy Inpetto e Rocco Sanguellatte effettuano delle incursioni in alcuni studi televisivi e di testate giornalistiche tra cui la sede della Rai a Bari e le sedi di RTG Puglia-Quotidiano Puglia, Gazzetta del Mezzogiorno e Antenna Sud per cercare il commissario Ciambotto cacciato malamente dai due.
Raffaele Nigro e Rossana Doll sono anche protagonisti di una piccola parte all'interno della sit-com. Nigro viene invitato da Rossella O'rata al commissariato di polizia mentre Rossana Doll è protagonista di un insolito duetto con il brigadiere Saragot interpretando la canzone Parole parole di Mina.
Nella settima puntata, Piero Scamarcio (Emilio Solfrizzi) e lo scippatore di emozioni (Antonio Stornaiolo) presentano un loro pezzo dal titolo La pioggia viola, parodia in chiave neomelodica di Purple Rain di Prince.

## Trasmissione televisiva
La sitcom è stata trasmessa per la prima volta su Telenorba e Teledue nell'estate del 1993, in seguito è stata replicata più volte nel corso degli anni. Dal 2008 è andata in onda una versione rivisitata della sitcom su Telenorba 7 con il taglio di tutti gli sponsor, tuttavia nel 2013 e a seguire nel 2015, la sitcom è stata riproposta in replica integrale su Telenorba 8. Dal 2 al 24 aprile 2020 la sitcom è stata nuovamente riproposta su Telenorba in prima serata e dal 9 giugno 2020 al pomeriggio.